# Ronde van Burgos 2014
De 36e editie van de wielerwedstrijd Ronde van Burgos vond in 2014 plaats van 13 tot en met 17 augustus. De wedstrijd startte in Burgos en eindigde in Aranda de Duero. De ronde maakte deel uit van de UCI Europe Tour 2014, in de categorie 2.HC. De wedstrijd werd, net als in 2013, gewonnen door de Colombiaan Nairo Quintana.

## Deelnemende ploegen
| WorldTour        | ProContinentaal        | Continentaal |
| ---------------- | ---------------------- | ------------ |
| Movistar         | Caja Rural-Seguros RGA | Burgos-BH    |
| AG2R La Mondiale | IAM Cycling            | Euskadi      |
| Astana           | MTN-Qhubeka            |              |
| Giant-Shimano    | Neri Sottoli           |              |
| Katjoesja        | RusVelo                |              |

## Etappe-overzicht
| etappe | datum       | start           | finish          | type                | afstand | winnaar             | klassementsleider |
| ------ | ----------- | --------------- | --------------- | ------------------- | ------- | ------------------- | ----------------- |
| 1e     | 13 augustus | Burgos          | Burgos          | Heuvelrit           | 143 km  | Juan José Lobato    | Juan José Lobato  |
| 2e     | 14 augustus | Briviesca       | Villadiego      | Heuvelrit           | 152 km  | Matteo Pelucchi     | Juan José Lobato  |
| 3e     | 15 augustus | Revenga         | Neila           | Bergrit             | 170 km  | Nairo Quintana      | Nairo Quintana    |
| 4e     | 16 augustus | Medina de Pomar | Villarcayo      | Vlakke rit          | 142 km  | Lloyd Mondory       | Daniel Moreno     |
| 5e     | 17 augustus | Aranda de Duero | Aranda de Duero | Individuele tijdrit | 12,4 km | Aleksejs Saramotins | Nairo Quintana    |

## Etappe-uitslagen

### 1e etappe
| Burgos - Burgos (143 km) |                    |                        |          |
| Plaats                   | Naam               | Ploeg                  | Tijd     |
| Winnaar                  | Juan José Lobato   | Movistar               | 3u29'37" |
| 2                        | Daniel Moreno      | Katjoesja              | z.t.     |
| 3                        | Thomas Damuseau    | Giant-Shimano          | + 3"     |
| 4                        | Lloyd Mondory      | AG2R La Mondiale       | z.t.     |
| 5                        | Jonathan Fumeaux   | IAM Cycling            | z.t.     |
| 6                        | Rinaldo Nocentini  | AG2R La Mondiale       | + 5"     |
| 7                        | Daan Olivier       | Giant-Shimano          | z.t.     |
| 8                        | Amets Txurruka     | Caja Rural-Seguros RGA | z.t.     |
| 9                        | Sergej Lagoetin    | RusVelo                | z.t.     |
| 10                       | Fredrik Kessiakoff | Astana                 | z.t.     |

### 2e etappe
| Briviesca - Villadiego (152 km) |                     |                  |          |
| Plaats                          | Naam                | Ploeg            | Tijd     |
| Winnaar                         | Matteo Pelucchi     | IAM Cycling      | 3u33'43" |
| 2                               | Steven Lammertink   | Giant-Shimano    | z.t.     |
| 3                               | Thomas Damuseau     | Giant-Shimano    | z.t.     |
| 4                               | Vicente Reynés      | IAM Cycling      | z.t.     |
| 5                               | Valerio Agnoli      | Astana           | z.t.     |
| 6                               | Lloyd Mondory       | AG2R La Mondiale | z.t.     |
| 7                               | Rafael Andriato     | Neri Sottoli     | z.t.     |
| 8                               | Linus Gerdemann     | MTN-Qhubeka      | z.t.     |
| 9                               | Aleksejs Saramotins | IAM Cycling      | z.t.     |
| 10                              | Juan José Lobato    | Movistar         | z.t.     |

| Algemeen klassement |                  |                        |          |
| Plaats              | Naam             | Ploeg                  | Tijd     |
| Paarse trui         | Juan José Lobato | Movistar               | 7u03'20" |
| 2                   | Daniel Moreno    | Katjoesja              | z.t.     |
| 3                   | Thomas Damuseau  | Giant-Shimano          | + 3"     |
| 4                   | Lloyd Mondory    | AG2R La Mondiale       | z.t.     |
| 5                   | Jonathan Fumeaux | IAM Cycling            | z.t.     |
| 6                   | Carlos Barbero   | Euskadi                | + 5"     |
| 7                   | Amets Txurruka   | Caja Rural-Seguros RGA | z.t.     |
| 8                   | Daan Olivier     | Giant-Shimano          | z.t.     |
| 9                   | Nairo Quintana   | Movistar               | z.t.     |
| 10                  | Sergej Lagoetin  | RusVelo                | z.t.     |

### 3e etappe
| Revenga - Neila (170 km) |                  |                        |          |
| Plaats                   | Naam             | Ploeg                  | Tijd     |
| Winnaar                  | Nairo Quintana   | Movistar               | 4u27'34" |
| 2                        | Daniel Moreno    | Katjoesja              | + 6"     |
| 3                        | Mikel Landa      | Astana                 | + 10"    |
| 4                        | David Arroyo     | Caja Rural-Seguros RGA | + 19"    |
| 5                        | Janez Brajkovič  | Astana                 | + 35"    |
| 6                        | Paolo Tiralongo  | Astana                 | + 41"    |
| 7                        | Matteo Rabottini | Neri Sottoli           | + 46"    |
| 8                        | Valerio Agnoli   | Astana                 | + 48"    |
| 9                        | Peio Bilbao      | Caja Rural-Seguros RGA | + 58"    |
| 10                       | Sergio Pardilla  | MTN-Qhubeka            | + 1'07"  |
|                          |                  |                        |          |
| 11                       | Daan Olivier     | Giant-Shimano          | + 1'34"  |

| Algemeen klassement |                  |                        |           |
| Plaats              | Naam             | Ploeg                  | Tijd      |
| Paarse trui         | Nairo Quintana   | Movistar               | 11u30'59" |
| 2                   | Daniel Moreno    | Katjoesja              | + 1"      |
| 3                   | David Arroyo     | Caja Rural-Seguros RGA | + 37"     |
| 4                   | Janez Brajkovič  | Astana                 | + 46"     |
| 5                   | Valerio Agnoli   | Astana                 | + 52"     |
| 6                   | Paolo Tiralongo  | Astana                 | + 59"     |
| 7                   | Matteo Rabottini | Neri Sottoli           | + 1'04"   |
| 8                   | Peio Bilbao      | Caja Rural-Seguros RGA | + 1'09"   |
| 9                   | Sergio Pardilla  | MTN-Qhubeka            | + 1'13"   |
| 10                  | Daan Olivier     | Giant-Shimano          | + 1'34"   |

### 4e etappe
| Medina de Pomar - Villarcayo (142 km) |                  |                  |          |
| Plaats                                | Naam             | Ploeg            | Tijd     |
| Winnaar                               | Lloyd Mondory    | AG2R La Mondiale | 3u21'18" |
| 2                                     | Vicente Reynés   | IAM Cycling      | z.t.     |
| 3                                     | Sébastien Turgot | AG2R La Mondiale | z.t.     |
| 4                                     | Carlos Barbero   | Euskadi          | z.t.     |
| 5                                     | Valerio Agnoli   | Astana           | z.t.     |
| 6                                     | Thomas Damuseau  | Giant-Shimano    | z.t.     |
| 7                                     | Youcef Reguigui  | MTN-Qhubeka      | z.t.     |
| 8                                     | Ivan Balykin     | RusVelo          | z.t.     |
| 9                                     | Daniel Moreno    | Katjoesja        | + 2"     |
| 10                                    | Sergej Lagoetin  | RusVelo          | z.t.     |
|                                       |                  |                  |          |
| 13                                    | Daan Olivier     | Giant-Shimano    | + 3"     |

| Algemeen klassement |                  |                        |           |
| Plaats              | Naam             | Ploeg                  | Tijd      |
| Paarse trui         | Daniel Moreno    | Katjoesja              | 14u52'20" |
| 2                   | Nairo Quintana   | Movistar               | z.t.      |
| 3                   | David Arroyo     | Caja Rural-Seguros RGA | + 37"     |
| 4                   | Janez Brajkovič  | Astana                 | + 46"     |
| 5                   | Valerio Agnoli   | Astana                 | + 49"     |
| 6                   | Paolo Tiralongo  | Astana                 | + 59"     |
| 7                   | Matteo Rabottini | Neri Sottoli           | + 1'04"   |
| 8                   | Peio Bilbao      | Caja Rural-Seguros RGA | + 1'09"   |
| 9                   | Sergio Pardilla  | MTN-Qhubeka            | + 1'13"   |
| 10                  | Daan Olivier     | Giant-Shimano          | + 1'34"   |

### 5e etappe
| Aranda de Duero - Aranda de Duero (12,5 km (ITT)) |                     |                  |        |
| Plaats                                            | Naam                | Ploeg            | Tijd   |
| Winnaar                                           | Aleksejs Saramotins | IAM Cycling      | 14'48" |
| 2                                                 | Nairo Quintana      | Movistar         | + 1"   |
| 3                                                 | Imanol Erviti       | Movistar         | + 2"   |
| 4                                                 | Chad Haga           | Giant-Shimano    | + 3"   |
| 5                                                 | Daniel Moreno       | Katjoesja        | + 4"   |
| 6                                                 | Rubén Plaza         | Movistar         | + 5"   |
| 7                                                 | Ilnoer Zakarin      | RusVelo          | + 7"   |
| 8                                                 | Damien Gaudin       | AG2R La Mondiale | + 8"   |
| 9                                                 | Artjom Ovetsjkin    | RusVelo          | z.t.   |
| 10                                                | Janez Brajkovič     | Astana           | + 10"  |
|                                                   |                     |                  |        |
| 15                                                | Daan Olivier        | Giant-Shimano    | + 24"  |

## Eindklassementen
| Plaats      | Naam             | Ploeg                  | Tijd      |
| ----------- | ---------------- | ---------------------- | --------- |
| Paarse trui | Nairo Quintana   | Movistar               | 15u07'09" |
| 2           | Daniel Moreno    | Katjoesja              | + 3"      |
| 3           | Janez Brajkovič  | Astana                 | + 55"     |
| 4           | Matteo Rabottini | Neri Sottoli           | + 1'32"   |
| 5           | Sergio Pardilla  | MTN-Qhubeka            | + 1'35"   |
| 6           | Peio Bilbao      | Caja Rural-Seguros RGA | + 1'40"   |
| 7           | Valerio Agnoli   | Astana                 | + 1'41"   |
| 8           | Daan Olivier     | Giant-Shimano          | + 1'57"   |
| 9           | Paolo Tiralongo  | Astana                 | + 1'58"   |
| 10          | David Arroyo     | Caja Rural-Seguros RGA | + 1'59"   |
| 11          | Amets Txurruka   | Caja Rural-Seguros RGA | + 2'18"   |
| 12          | Ilnoer Zakarin   | RusVelo                | + 2'22"   |
| 13          | Alberto Losada   | Katjoesja              | + 2'29"   |
| 14          | José Herrada     | Movistar               | + 2'39"   |
| 15          | Johann Tschopp   | IAM Cycling            | + 3'11"   |
| 16          | Juan José Oroz   | Burgos-BH              | + 3'23"   |
| 17          | Sergej Lagoetin  | RusVelo                | + 3'31"   |
| 18          | Miguel Mínguez   | Euskadi                | + 3'32"   |
| 19          | David Belda      | Burgos-BH              | + 3'59"   |
| 20          | Moisés Dueñas    | Burgos-BH              | + 5'10"   |

| Plaats      | Naam              | Ploeg            | Punten |
| ----------- | ----------------- | ---------------- | ------ |
| Groene trui | Daniel Moreno     | Katjoesja        | 59     |
| 2           | Nairo Quintana    | Movistar         | 54     |
| 3           | Lloyd Mondory     | AG2R La Mondiale | 49     |
|             |                   |                  |        |
| 11          | Steven Lammertink | Giant-Shimano    | 20     |

| Plaats    | Naam           | Ploeg         | Punten |
| --------- | -------------- | ------------- | ------ |
| Rode trui | Nairo Quintana | Movistar      | 52     |
| 2         | Mirko Tedeschi | Neri Sottoli  | 46     |
| 3         | Daniel Moreno  | Katjoesja     | 34     |
|           |                |               |        |
| 30        | Daan Olivier   | Giant-Shimano | 3      |

| Plaats      | Naam         | Ploeg                  | Punten |
| ----------- | ------------ | ---------------------- | ------ |
| Blauwe trui | Lluís Mas    | Caja Rural-Seguros RGA | 19     |
| 2           | Ibai Salas   | Burgos-BH              | 15     |
| 3           | Pablo Torres | Burgos-BH              | 12     |

| Plaats     | Naam                 | Ploeg         | Tijd      |
| ---------- | -------------------- | ------------- | --------- |
| Witte trui | Daan Olivier         | Giant-Shimano | 15u09'06" |
| 2          | Bakhtijar Kozhatajev | Astana        | + 10'28"  |
| 3          | Lawson Craddock      | Giant-Shimano | + 17'13"  |

| Plaats | Ploeg                  | Tijd      |
| ------ | ---------------------- | --------- |
|        | Astana                 | 45u24'14" |
| 2      | Movistar               | + 1'03"   |
| 3      | Caja Rural-Seguros RGA | + 2'20"   |
|        |                        |           |
| 9      | Giant-Shimano          | + 28'22"  |

## Klassementenverloop
| Etappe       | Winnaar             | Algemeen klassement · | Puntenklassement · | Bergklassement · | Sprintklassement · | Jongerenklassement · | Ploegenklassement · |
| ------------ | ------------------- | --------------------- | ------------------ | ---------------- | ------------------ | -------------------- | ------------------- |
| 1            | Juan José Lobato    | Juan José Lobato      | Juan José Lobato   | Mirko Tedeschi   | Lluís Mas          | Daan Olivier         | Movistar            |
| 2            | Matteo Pelucchi     | Juan José Lobato      | Thomas Damuseau    | Mirko Tedeschi   | Lluís Mas          | Daan Olivier         | Movistar            |
| 3            | Nairo Quintana      | Nairo Quintana        | Daniel Moreno      | Nairo Quintana   | Lluís Mas          | Daan Olivier         | Astana              |
| 4            | Lloyd Mondory       | Daniel Moreno         | Lloyd Mondory      | Nairo Quintana   | Lluís Mas          | Daan Olivier         | Astana              |
| 5            | Aleksejs Saramotins | Nairo Quintana        | Daniel Moreno      | Nairo Quintana   | Lluís Mas          | Daan Olivier         | Astana              |
| 0Eindstanden | 0Eindstanden        | Nairo Quintana        | Daniel Moreno      | Nairo Quintana   | Lluís Mas          | Daan Olivier         | Astana              |

## UCI Europe Tour
In deze Ronde van Burgos waren punten te verdienen voor de ranking in de UCI Europe Tour 2014. Enkel renners die uitkwamen voor een (pro-)continentale ploeg, maakten aanspraak om punten te verdienen.
| Positie                      | 1e  | 2e | 3e | 4e | 5e | 6e | 7e | 8e | 9e | 10e | 11e | 12e | 13e | 14e | 15e |
| Eindklassement               | 100 | 70 | 40 | 30 | 25 | 20 | 15 | 10 | 9  | 8   | 7   | 6   | 5   | 4   | 3   |
| Per etappe                   | 20  | 14 | 8  | 7  | 6  | 5  | 4  | 2  |    |     |     |     |     |     |     |
| Drager leiderstrui (per dag) | 10  |    |    |    |    |    |    |    |    |     |     |     |     |     |     |

| #  | Renner              | Ploeg                  | Punten |
| -- | ------------------- | ---------------------- | ------ |
| 1  | Matteo Rabottini    | Neri Sottoli           | 34     |
| 2  | Sergio Pardilla     | MTN-Qhubeka            | 25     |
| 3  | Vicente Reynés      | IAM Cycling            | 21     |
| 4  | Matteo Pelucchi     | IAM Cycling            | 20     |
| 4  | Aleksejs Saramotins | IAM Cycling            | 20     |
| 4  | Peio Bilbao         | Caja Rural-Seguros RGA | 20     |
| 7  | David Arroyo        | Caja Rural-Seguros RGA | 15     |
| 8  | Ilnoer Zakarin      | RusVelo                | 10     |
| 9  | Amets Txurruka      | Caja Rural-Seguros RGA | 9      |
| 10 | Carlos Barbero      | Euskadi                | 7      |
| 11 | Jonathan Fumeaux    | IAM Cycling            | 6      |
| 12 | Rafael Andriato     | Neri Sottoli           | 4      |
| 12 | Youcef Reguigui     | MTN-Qhubeka            | 4      |
| 14 | Johann Tschopp      | IAM Cycling            | 3      |
| 15 | Linus Gerdemann     | MTN-Qhubeka            | 2      |
| 15 | Ivan Balykin        | RusVelo                | 2      |

1946 · 1947 · 1948–1980 · 1981 · 1982 · 1983 · 1984 · 1985 · 1986 · 1987 · 1988 · 1989 · 1990 · 1991 · 1992 · 1993 · 1994 · 1995 · 1996 · 1997 · 1998 · 1999 · 2000 · 2001 · 2002 · 2003 · 2004 · 2005 · 2006 · 2007 · 2008 · 2009 · 2010 · 2011 · 2012 · 2013 · 2014 · 2015 · 2016 · 2017 · 2018 · 2019 · 2020 · 2021 · 2022 · 2023 · 2024 · 2025
Etappewedstrijden

 Ster van Bessèges ·
 Ronde van de Middellandse Zee ·
 Ruta del Sol ·
 Ronde van de Algarve ·
 Ronde van de Haut-Var ·
 Driedaagse van West-Vlaanderen ·
 Internationale Wielerweek ·
 Internationaal Wegcriterium ·
 Driedaagse van De Panne-Koksijde ·
 Ronde van de Sarthe ·
 Ronde van Trentino ·
 Ronde van Turkije ·
 Vierdaagse van Duinkerke ·
 Ronde van Azerbeidzjan ·
 Szlakiem Grodów Piastowskich ·
 Ronde van Castilië en León ·
 Ronde van Picardië ·
 Ronde van Noorwegen ·
 World Ports Classic ·
 Ronde van Beieren ·
 Ronde van België ·
 Tour des Fjords ·
 Ronde van Estland ·
 Ronde van Luxemburg ·
 Boucles de la Mayenne ·
 Ster ZLM Toer ·
 Ronde van Slovenië ·
 Route du Sud ·
 Ronde van Oostenrijk ·
 Sibiu Cycling Tour ·
 Ronde van Wallonië ·
 Ronde van Portugal ·
 Ronde van Denemarken ·
 Ronde van de Ain ·
 Ronde van Burgos ·
 Arctic Race of Norway ·
 Ronde van de Limousin ·
 Ronde van Poitou-Charentes ·
 Ronde van Groot-Brittannië ·
 Ronde van Gévaudan Languedoc-Roussillon ·
 Eurométropole Tour
Eendaagse wedstrijden

 GP La Marseillaise ·
 Grote Prijs van de Etruskische Kust ·
 Trofeo Palma ·
 Trofeo Ses Salines ·
 Trofeo Serra de Tramuntana ·
 Trofeo Platja de Muro ·
 Trofeo Laigueglia ·
 Ronde van Murcia ·
 Omloop Het Nieuwsblad ·
 Classic Sud Ardèche ·
 GP Lugano ·
 Clásica de Almería ·
 Kuurne-Brussel-Kuurne ·
 La Drôme Classic ·
 Le Samyn ·
 GP Città di Camaiore ·
 Strade Bianche ·
 Roma Maxima ·
 Ronde van Drenthe ·
 Dwars door Drenthe ·
 Nokere Koerse ·
 GP Nobili Rubinetterie ·
 Handzame Classic ·
 Classic Loire-Atlantique ·
 Grote Prijs van Cholet-Pays de Loire ·
 Dwars door Vlaanderen ·
 Route Adélie de Vitré ·
 Volta Limburg Classic ·
 Grote Prijs Miguel Indurain ·
 Ronde van La Rioja ·
 Scheldeprijs ·
 GP Cerami ·
 Klasika Primavera ·
 Parijs-Camembert ·
 Brabantse Pijl ·
 GP Denain ·
 Ronde van de Finistère ·
 Tro Bro Léon ·
 Ronde van Keulen ·
 La Roue Tourangelle ·
 Rund um den Finanzplatz Eschborn-Frankfurt ·
 Ronde van de Somme ·
 ProRace Berlin ·
 Grote Prijs van Plumelec ·
 Boucles de l'Aulne ·
 Ronde van Zeeland Seaports ·
 GP Kanton Aargau ·
 Ronde van Limburg ·
 Ronde van de Apennijnen ·
 Halle-Ingooigem ·
 Prueba Villafranca de Ordizia ·
 GP Industria & Artigianato-Larciano ·
 Ronde van Toscane ·
 Circuito de Getxo ·
 Polynormande ·
 RideLondon Classic ·
 GP Stad Zottegem ·
 Arnhem-Veenendaal Classic ·
 Châteauroux Classic de l'Indre ·
 Druivenkoers Overijse ·
 Brussels Cycling Classic ·
 GP Fourmies ·
 Ronde van de Doubs ·
 GP Jef Scherens ·
 Coppa Bernocchi ·
 GP van Wallonië ·
 Coppa Agostoni ·
 Ronde van de Drie Valleien ·
 Kampioenschap van Vlaanderen ·
 Grote Prijs Impanis-Van Petegem ·
 Memorial Marco Pantani ·
 GP Industria & Commercio di Prato ·
 GP van Isbergues ·
 Omloop van het Houtland ·
 Duo Normand ·
 Milaan-Turijn ·
 Ronde van het Münsterland ·
 Ronde van de Vendée ·
 Memorial Frank Vandenbroucke ·
 Coppa Sabatini ·
 Parijs-Bourges ·
 Ronde van Emilia ·
 Parijs-Tours ·
 GP Beghelli ·
 Nationale Sluitingsprijs ·
 Chrono des Nations